# Yordan Angelov
Yordan Angelov (em búlgaro:  Йордан Ангелов; Iambol, 28 de agosto de 1953 – Sófia, 5 de maio de 2013) foi um jogador de voleibol da Bulgária que competiu nos Jogos Olímpicos de 1980.
Em 1980, ele fez parte da equipe búlgara que conquistou a medalha de prata no torneio olímpico, no qual atuou em cinco partidas.